# 羽良多平吉
羽良多 平吉（はらた へいきち、1947年9月28日 - ）は、日本のエディトリアルデザイナー、グラフィックデザイナー。男性。東京芸術大学美術学部工芸科卒業。東京都武蔵野市吉祥寺南町出身。独特のタイポグラフィや補色・特色を使った、鮮やかにして繊細なデザインを実践している。
別名義として、波羅多平吉、原田平吉などがある。また、欧文表記には複数のパターンが見られる。

## 概要
1970年代から、松岡正剛が主催する工作舎の雑誌『遊』、青林堂の漫画雑誌『ガロ』をはじめ、『ロッキング・オン』『地下演劇』『新宿プレイマップ』『HEAVEN』『QuickJapan』などのサブカルチャー系雑誌、白泉社などによるコミックスといった、幅広いエディトリアルデザイン・ブックデザインを手がける。
また、YMOのアルバム『ソリッド・ステイト・サヴァイヴァー』『パブリック・プレッシャー』を初めとするレコードやCD、コンサートツアーパンフレット等の音楽関連のデザイン、生田萬と銀粉蝶が1981年に結成した劇団「ブリキの自発団」など演劇の宣伝美術などでも知られる。
1985年度より女子美術大学短期大学部非常勤講師に就任。2013年度まで女子美術短期大学造形学科デザインコース情報メディア系研究室専攻科講師を務めた。
2000年代以降は、文遊社が刊行する文芸書の装幀や、青土社の芸術総合誌『ユリイカ』の書容設計（2010年1月号～2021年6月号）などを手がけている。

## 略歴
- 1947年（昭和22年）9月28日、東京・吉祥寺に生まれる[1]。
- 1970年（昭和45年）3月、東京芸術大学美術学部工芸科卒業。
- 1975年（昭和50年）3月、個展「虹色科学展」（画廊駱駝館）開催。
- 1979年（昭和54年）3月、デザイン事務所「WXY（ダヴレクシィー）」設立。
- 1984年（昭和59年）、『SAGE』（三共社）で府川充男と協働して誌面設計。
- 1985年（昭和60年）4月、女子美術大学短期大学部非常勤講師に就任。
- 1987年（昭和62年）、「第22回竹尾ペーパーショウ」ポスターで通産大臣賞、生産局長賞受賞。
- 1988年（昭和63年）、永井宏『マーキュリー・シティー』（東京書籍）の装丁で第23回造本装幀コンクール審査委員会奨励賞受賞。
- 1989年（平成元年）6月、デザイン事務所「EDiX（エディックス）」設立。
- 1991年（平成3年）、稲垣足穂『一千一秒物語』（透土社、1990年）の装丁で講談社出版文化賞・ブックデザイン賞を受賞。
- 1995年（平成7年）、MacintoshによるDTPを開始。
- 2001年（平成13年）1月、羽良多平吉展2001＋2「点国ドライヴ」（クリエイションギャラリーG8）開催[4]。
- 2002年（平成14年）、『機動戦士ガンダム 公式百科事典』（講談社、2001年）で第36回造本装幀コンクール日本印刷産業連合会会長賞。
- 2003年（平成15年）10月 - 、個展「然 NEN」（EPSON PiezoGraph Gallery KYOTO、しまだい本陣ギャラリー）開催。
- 2006年（平成18年）7月、個展「未来のイヴ」（iTohen）開催[5]。
- 2009年（平成21年）、ファッションブランド「HOLLYWOOD RANCH MARKET (ハリウッド ランチ マーケット)」のカレンダーで、第60回全国カレンダー展・日本印刷新聞社賞受賞。
- 2011年（平成23年）4月、雑誌『IDEA (アイデア) 』2011年5月号（346号）で総特集[1]。
- 2014年（平成26年）3月、女子美術大学短期大学部の非常勤講師を退職。
- 2015年（平成27年）、「えほんごラボ」設立[6]。
- 2019年（平成31年）3月、日本タイポグラフィ協会顕彰 第18回佐藤敬之輔賞受賞[7]。

## インタビュー・特集など
- 「デジタル時代のデザインと文字」『dpi』10号、毎日コミュニケーションズ、1998年5月
- 「画素と補色と書容設計と」『イラストレーション』115号、玄光社、1999年1月
- 「自由なる結婚／フォントグラフィーと私」『武蔵野美術』113号、武蔵野美術大学出版部、1999年8月
- 「デジタルというしなやかさ」『情報デザインシリーズvol.5 情報社会とコミュニケーション』、角川書店、2000年3月
- 「一生でいちばん美しいデザイン」『BET』創刊準備号、2006年
- 「雑誌デザインの潮流を変えた10人」ピエブックス、2009年4月
- 「総特集 羽良多平吉 イエス・アイ・スィー」『IDEA (アイデア) 』2011年5月号（346号）、誠文堂新光社、2011年4月
- 「グラフィック文化を築いた13人 『IDEA』デザイナーインタビュー選集」誠文堂新光社、2014年2月
- 「特別講演 計画された偶然」『言葉のかたちとデザイン記録集』2号、女子美術大学、2014年4月